# Waracchaō yo Boyfriend
„Waracchaō yo BOYFRIEND” (jap. 笑っちゃおうよ BOYFRIEND) – jedenasty singel zespołu Berryz Kōbō, wydany 2 sierpnia 2006 roku przez wytwórnię Piccolo Town. Został wydany także jako „Single V” (DVD) 9 sierpnia 2006 roku.
Singel osiągnął 15 pozycję w rankingu Oricon i pozostał na liście przez 3 tygodnie, sprzedano 20 325 egzemplarzy.

## Lista utworów
| Nr | Tytuł                                                                   | Słowa  | Kompozycja | Aranżacja        | Czas |
| -- | ----------------------------------------------------------------------- | ------ | ---------- | ---------------- | ---- |
| 1. | "Waracchaō yo BOYFRIEND" (jap. 笑っちゃおうよ BOYFRIEND)                | Tsunku | Tsunku     | Shunsuke Suzuki  |      |
| 2. | "Suhada pichipichi" (jap. 素肌ピチピチ)                                 | Tsunku | Tsunku     | Yuichi Takahashi |      |
| 3. | "Waracchaō yo BOYFRIEND" (jap. 笑っちゃおうよ BOYFRIEND) (Instrumental) |        | Tsunku     | Shunsuke Suzuki  |      |

Single V
| Nr | Tytuł                                                                      | Czas |
| -- | -------------------------------------------------------------------------- | ---- |
| 1. | "Waracchaō yo BOYFRIEND" (jap. 笑っちゃおうよ BOYFRIEND)                   |      |
| 2. | "Waracchaō yo BOYFRIEND" (jap. 笑っちゃおうよ BOYFRIEND) (Dance Shot Ver.) |      |
| 3. | "Making eizō" (jap. メイキング映像)                                        |      |